# Dawid Statnik

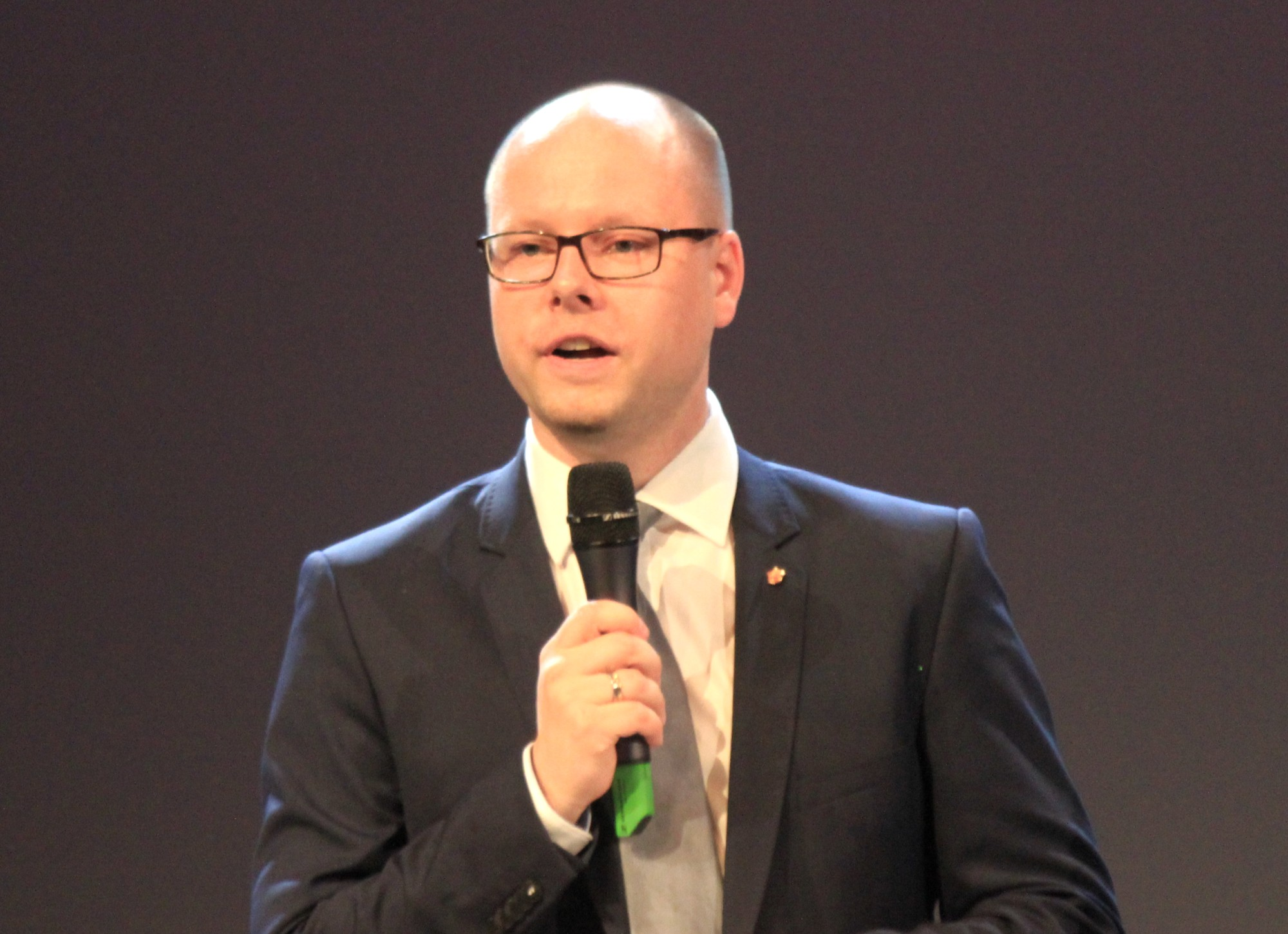
Dawid Statnik (2017)

Dawid Statnik (deutsch auch David; * 15. Juni 1983) ist ein sorbischer Politiker und seit März 2011 Vorsitzender des sorbischen Dachverbandes Domowina.

## Leben
Der aus Ralbitz stammende Statnik war bereits seit 2009 im Bundesvorstand der Domowina tätig. Er wurde von seinem Amtsvorgänger Jan Nuck vorgeschlagen und von der 15. Hauptversammlung, die am 26. März 2011 in Uhyst an der Spree stattfand, mit 90,1 % der Stimmen gewählt und ist somit nach Paul Nedo der bisher zweitjüngste Domowina-Vorsitzende. Jan Nuck war nach elf Jahren an der Spitze der Organisation nicht mehr angetreten.
Die Wahl des neuen Vorsitzenden fiel mitten in eine Strukturdebatte in der sorbischen Institutionenlandschaft. Statnik erklärte vor der Wahl, „das Ruder nicht einfach herumreißen“, sondern stattdessen als Mediator zwischen den verschiedenen Interessen fungieren zu wollen. Von der deutschen Mehrheit erwarte er, dass sie die Sorben und ihre Kultur als Mehrwert anerkennen.
Nach zwei Jahren als ehrenamtlicher Vorsitzender wurde Statnik 2013 auf der 16. Hauptversammlung der Domowina in Werben mit 138 von 143 Stimmen wiedergewählt. 2017 wurde er erneut im Amt bestätigt. Seit 2016 ist er zudem Mitglied des Bautzener Kreisrates, wo er über einen Listenplatz der Serbske wolerske zjednoćenstwo/Sorbische Wählervereinigung in den Kreistag nachrückte. Nach seinem Eintritt in die CDU wurde er auf deren Liste im Mai 2019 erneut in den Kreistag gewählt.
Dawid Statnik ist verheiratet und hat drei Kinder. Er arbeitete bis 2013 als Bühnenmeister im Sorbischen National-Ensemble, war im sorbischen Jugendverein Pawk tätig und engagierte sich im Sorbischen Künstlerbund.